# 中性子ハロー
中性子ハロー（ちゅうせいしはろー）とは、中性子が原子核の中ではなく、その周囲を回っている状態を言う。

## 概要
中性子過剰核で見られる現象で、「おぼろ月」の様に見えることから「ハロー」と呼ばれる様になった。
フェルミ面近傍の中性子が、軌道角運動量の小さなs軌道やｐ軌道を占有し、分離エネルギーがゼロに近づいたとき、この軌道の波動関数が原子核の外側に大きく広がるために見られる。基本的に、一粒子もしくは二粒子の関与する現象である。
核の外に2つの中性子がハローを形成する性質を持つ核のことをボロミアン核(en:Borromean nucleus)と呼ぶ。これは、イタリアのボロッメオ家の紋章に由来するボロミアン環のように3体のうちどれかが外れると壊れてしまうことから名付けられている。ボロミアン核の場合、2つの中性子が独立としてではなく、ダイニュートロンとして芯核の周りを回っているダイニュートロン相関が観測されている。
陽子はクーロン力を感じるために、ハローを形成しにくいが、ホウ素8等いくつか存在する。

## 歴史
1985年 - 谷畑勇夫らによる日米共同研究チームは、ローレンス・バークレー国立研究所の重イオン加速器（BEVALAC）において、RIビームの生成法を開発しそれを用いて軽い元素を炭素12標的に衝突させ、相互作用断面積からその半径（平均二乗根半径）を測定することに成功した。その結果、11Liはその周辺の6Li、7Li、8Li、9Liが2.4フェムトメートル程度であることに比べ、3.1フェムトメートル程度と大きいことが判明した。
これに対して、Björn JonsonとP. Gregers Hansenは2つの中性子を分離するエネルギーが通常の核と比べ極めて小さいことに着目し、これらがダイニュートロンとして回っているモデルを計算し、波動関数が大きく広がりうることを示した。
1988年 - 小林俊雄はBEVALACにおいて、生成された11Liを標的に当てて2つの中性子を弾き出す実験を試み、出てきた9Liのビームに垂直な方向の運動量を計測し、その運動量の分布が狭いことを確認した。これは核において弾き出された中性子の持っていた運動量が極めて小さいことを意味し、不確定性原理によりそれらの半径が大きく広がっているということを確定させた。